# Blanda Corony

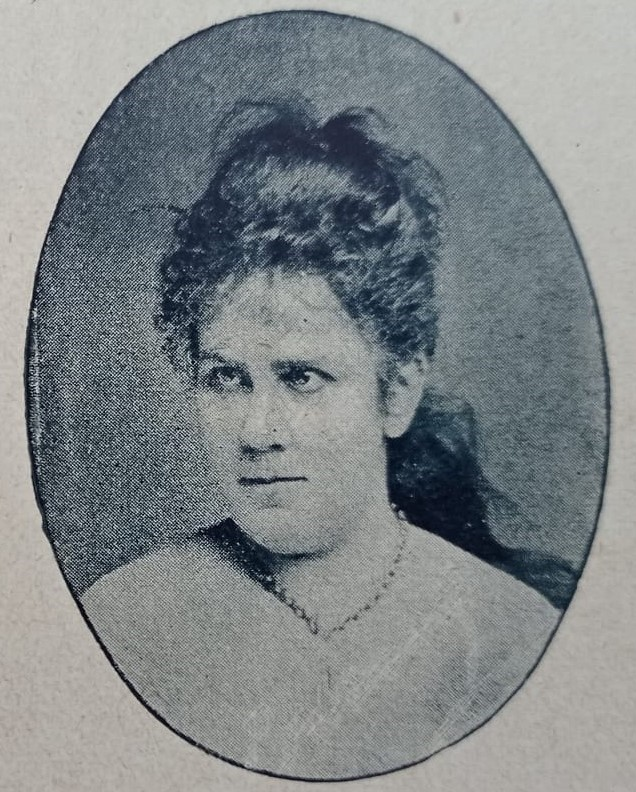
Blanda Corony abgebildet in Das literarische Leipzig 1897

Blanda Corony, geboren als Marie Kaufmann (* 1841 in Wien; † 26. Dezember 1911 in Halle an der Saale) war eine deutsch-österreichische Schriftstellerin und Theaterkritikerin. Als Pseudonyme benutzte sie die Namen Leo Schellbach und Rod. Freimund.

## Leben
Corony wuchs als Tochter eines Hof- und Gerichtsadvokaten auf. Ihre Eltern waren Friedrich Kaufmann und Anna geb. Edle von Mosel. Sie erhielt eine gute Ausbildung in Kunst und Literatur. Nach dem Tod ihrer Eltern zog sie in den 1880er Jahren nach Halle an der Saale.

## Werk/Wirken
Corony verfasste Novellen, Romane und Schauspielstücke. Sie war jahrelang beim General-Anzeiger Halle als Referentin für Kunst, Musik und Theater tätig. Zusätzlich arbeitete sie bei der musikalischen Monatsschrift Dur und Moll und den Redenden Künsten und weiteren belletristischen Korrespondenzen. Sie war Mitglied beim Allgemeinen Deutschen Schriftstellerverband.
Ihre Werke werden als Unterhaltungsromane und Kriminalromane beschrieben.
1913 heißt es im Führer durch die deutsche Literatur des 20. Jahrhunderts: „Ältestes Romanrezept, das mit stofflicher Spannung und Sentimentalität für die unterste Leserlichkeit arbeitet. Der Typ des ´Kriminalromans´ ohne die geringste künstlerische Bedeutung und in der papierenen Aufmachung des Zeitungsstils – darin soll aber keine außsergewöhnliche Herabsetzung liegen: es gibt derartige Schriftsteller, weil die Mehrzahl der Zeitungen ihre Erzeugnisse begehren und ... der ´Gesellschaftsroman´ einer menge bekannter Autoren ist ja kaum mehr.“

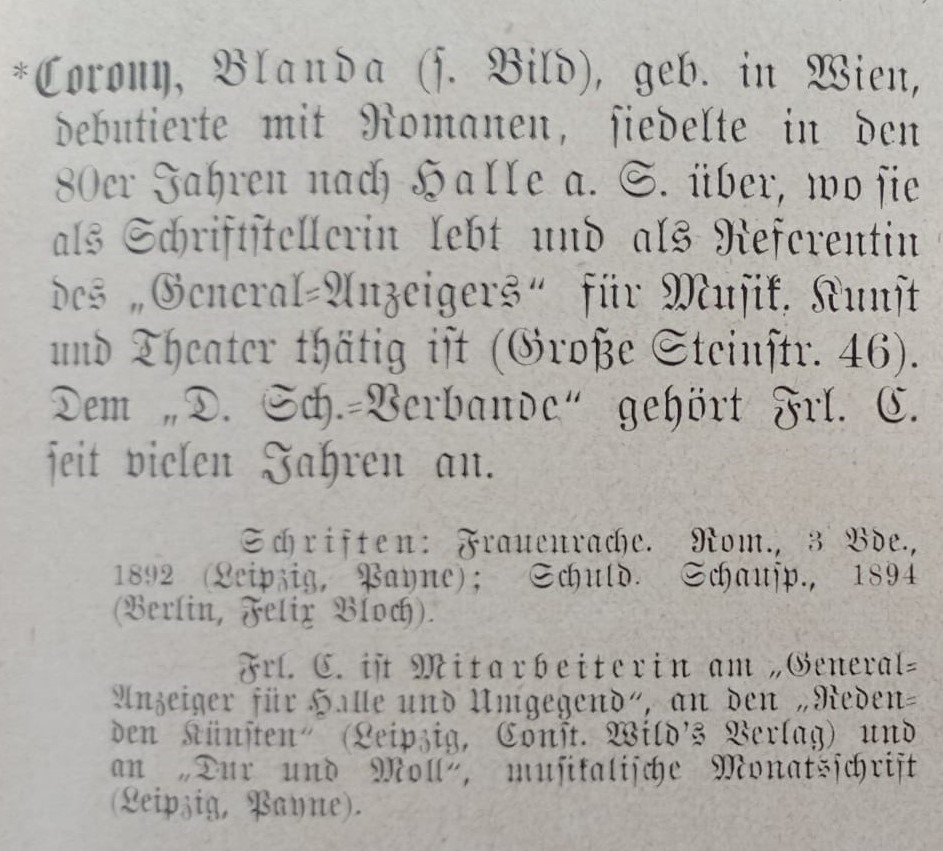
Ein Foto aus Das literarische Leipzig – Leben und Werke von Blanda Corony

## Werke

### Prosa und Schauspiel
- Novellen in Allgemeine Modenzeitung. Leipzig 1888[5]
- Nr. 81.691 Artikel in: Marburger Zeitung, 13. April 1893, S. Novelette Nr. 81.691 (online bei ANNO).
- Frauenrache. Roman. A. H. Payne. Leipzig 1892.[4][7]
  - Voller Text auf Russisch auf Library of Congress
- Schuld. Schauspiel. Felix Bloch. Berlin 1894.[4][8]
- Doppelleben. Schauspiel. 1895.[8]
- Ein gebrochenes Wort. Roman. 1897.
  - Textausschnitt. In: Deutsches Volksblatt Wien, 14. Oktober 189, S. 7 (online bei ANNO).
- Das graue Haus. Roman. 1898.[8]
- Im Banne der Kunst. Roman.1898.[9]
- Schloß Schönfeld. Roman. 1898.[10]
- Ein Sangesfest: Humoreske von B[landa] Corony. in Stenotachygraphen-Verein. Eisleben 1899.
- Satan Gold. Roman. 1900.[7][8]
- Eva. Roman. Globus Verlag. Berlin ca. 1900
- Wen trifft die Schuld. Roman. Globus Verlag. Berlin 1902.[4][7][8]
  - Voller Text  auf DNB
  - Voller Text  auf Projekt Gutenberg
  - Voller Text auf Deutsche Digitale Bibliothek
- Auf abschüssiger Bahn. Roman. 1902.[7][8]
- Treue. Roman. 1903.[7][8]
- Die Freiherren von Fillungen. Roman. 1904.[7][8]
- Unter schwerem Verdacht. Roman. 1905.[7][8]
- Unrecht Gut! Roman. 1905.
  - Textausschnitt in Mußsestunden. Tägliches Unterhaltungsblatt zur „Dortmunder Zeitung“ 1. August 1905.
- Jugendliebe. Roman. 1905.[7][8]
- Eine Künstlerehe. Roman. 1905.[7][8]
- Schäumende Wogen. Roman. 1904–06.[7][8]
  - Textausschnitt. In: Deutsches Tagblatt, 1. März 1904, S. 15 (online bei ANNO).
- Ein Fürstenhaus. Roman. 1906.[7][8]
- Zertretenes Glück. Roman. 1907.[7][8]
  - Textausschnitt. In: Bregenzer Tagblatt, 2. April 1909, S. 1 (online bei ANNO).
- Droschke Nr. 77. Roman. 1908.[7][8]
- Prinzessin Ilse. Roman. 1908.[7] 1910[8]
- Sein Dämon. Roman. 1908.[7][8]
- Die v. Freittersdorf. Roman. 1909.[7][1]
- Sein einziges Gut. Roman. 1909.
  - Textausschnitt. In: Bregenzer Tagblatt, 18. Mai 1909, S. 1 (online bei ANNO).
  - Textausschnitt. In: Bregenzer Tagblatt, 17. Juli 1909, S. 1 (online bei ANNO).
- Die Einsiedlerin von Helmsbruck. Kriminalroman. Berlin 1909.[8]
- Der Detektiv. Roman. 1910.[8]
- Die Tochter des Wucherers. Roman. 1894.[11] und 1911[8]
- Auf schiefer Ebene. Roman. 1911.
  - Textausschnitt. In: Landes-Zeitung (Bregenz), 9. Jänner 1911, S. 1 (online bei ANNO).
  - Textausschnitt. In: Landes-Zeitung (Bregenz), 10. Jänner 1911, S. 1 (online bei ANNO).

### Kritiken
Lohengrin, Der Troubadour, Der Vogelhändler – 3 Kritiken in der Beilage des General-Anzeigers für Halle und den Saalkreis. Zugang zum Artikel